# Czaple (Mazovie)
Pour les articles homonymes, voir Czaple.
Czaple (prononciation : [ˈt͡ʂaplɛ]) est un village polonais situé dans la gmina de Korytnica dans le powiat de Węgrów et en voïvodie de Mazovie dans le centre-est de la Pologne.
Ce village se trouve à environ 4 kilomètres au sud de Korytnica, 11 kilomètres à l'ouest de Węgrów  (chef-lieu du powiat) et à 62 kilomètres à l'est de Varsovie (capitale de la Pologne).

## Histoire
De 1975 à 1998, le village appartenait administrativement à la voïvodie de Siedlce.